# Hégésandre
Hégésandre (en grec: Ἡγήσανδρος) est un historien grec, citoyen de Delphes.

## Informations biographiques
En plus d'une œuvre historique intitulée Υπομνήματα, translitérée en Hypomnèmata (Commentaires), composée d'au moins six livres rédigés dans le style discursif, Hégésandre est l'auteur d'un ouvrage sur les statues, ὑπόμνημα ἀνδριάντων καὶ ἀγαλμάτων Hypomnèma andrianton kai agalmaton. La date de composition de ces œuvres (dont il ne reste que des fragments) est inconnue, mais Hégésandre n'est pas plus ancien que le règne d'Antigonos II Gonatas, roi de Macédoine, puisqu'il le mentionne. Son règne s'est étendu de 283 à 239 av. J.-C. Il décrit dans ses Commentaires nombre d'anecdotes, avec des personnages variés : rois hellénistiques, philosophes, courtisans, etc. que Plutarque et Athénée reprennent.